# Celtic Woman
Celtic Woman är en folkmusikgrupp från Irland, och består av fyra medlemmar: Máiréad Carlin, Susan McFadden, Éabha McMahon och Tara McNeill. Gruppen bildades år 2004 och sjunger såväl traditionella keltiska melodier som moderna sånger.

## Diskografi

### Studioalbum
- 2005 – Celtic Woman
- 2006 – Celtic Woman: A Christmas Celebration
- 2007 – Celtic Woman: A New Journey
- 2008 – Celtic Woman: The Greatest Journey
- 2010 – Celtic Woman: Songs from the Heart
- 2011 – Celtic Woman: Lullaby
- 2011 – Celtic Woman: Believe
- 2012 – Celtic Woman: Home for Christmas
- 2012 – Celtic Woman: Silent Night
- 2014 – Celtic Woman: Emerald – Musical Gems
- 2015 – Celtic Woman: Destiny
- 2016 – Celtic Woman: Voices of Angels

### Livealbum
- 2014 – Celtic Woman: O Christmas Tree
- 2018 – Celtic Woman: Homecoming Live from Ireland

### Samlingsalbum
- 2008 – Celtic Woman: A Celtic Family Christmas
- 2011 – Celtic Woman: An Irish Journey
- 2011 – Celtic Woman: A Celtic Christmas
- 2017 – Celtic Woman: The Best of Christmas

## Galleri

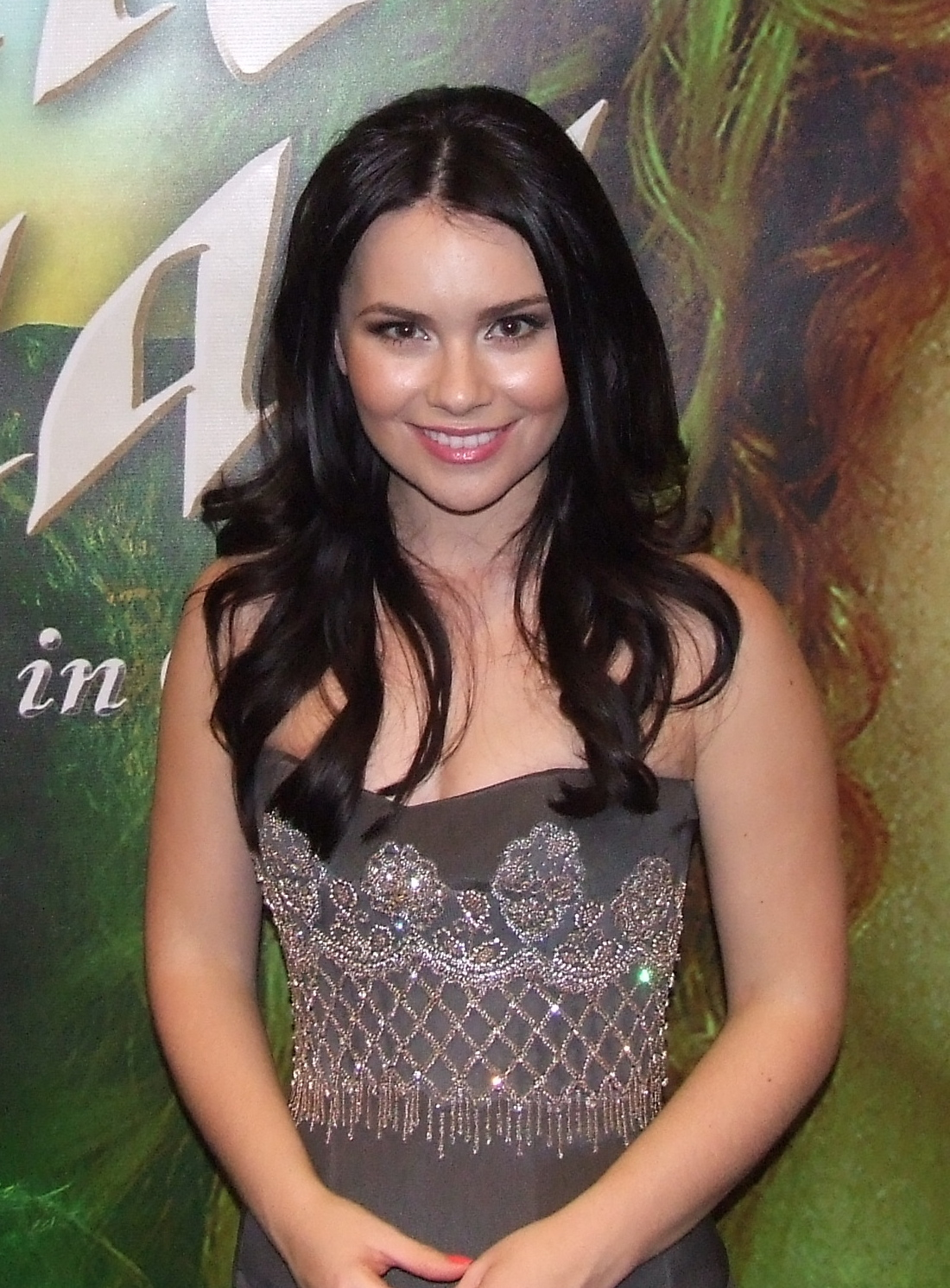
Máiréad Carlin.
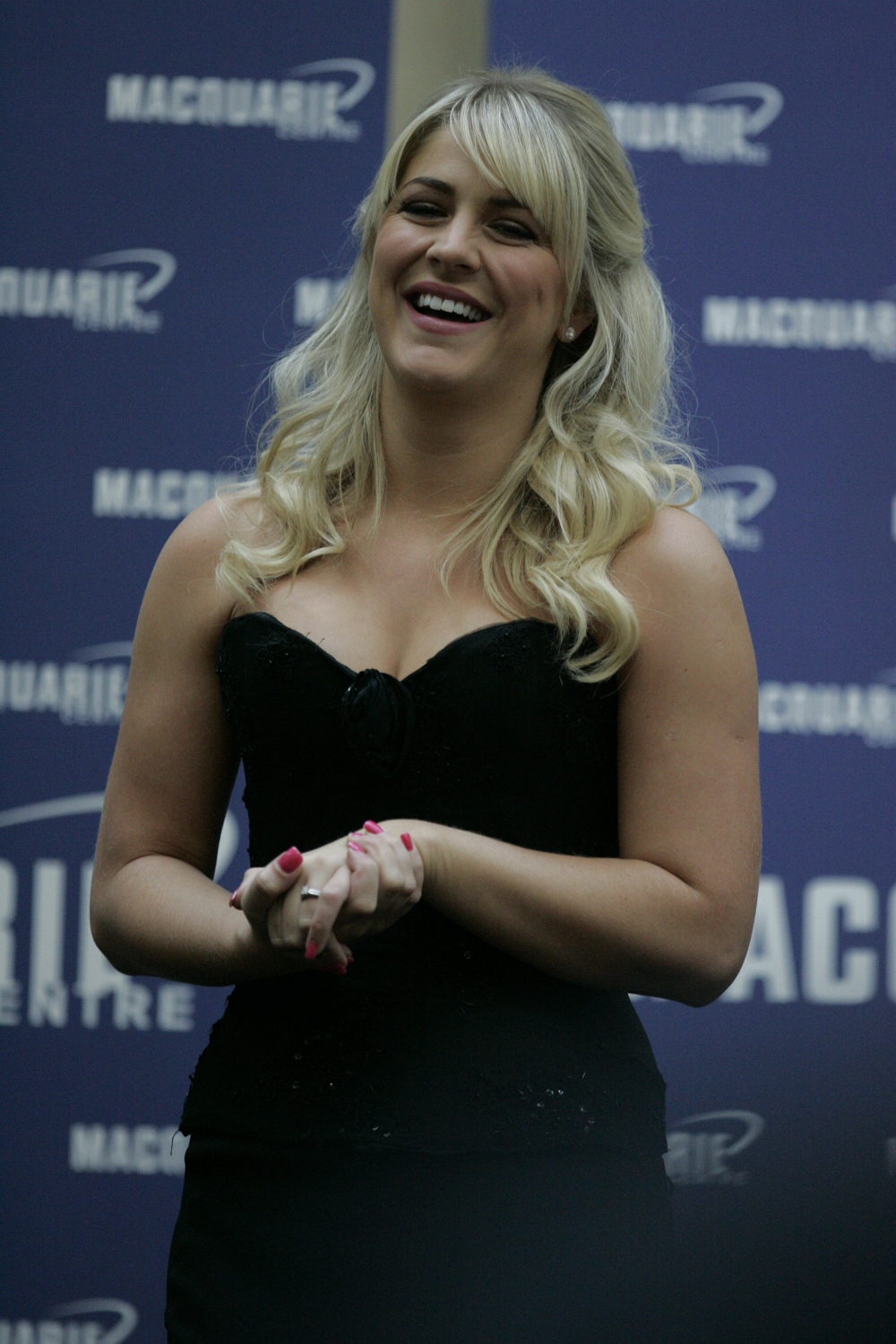
Susan McFadden.
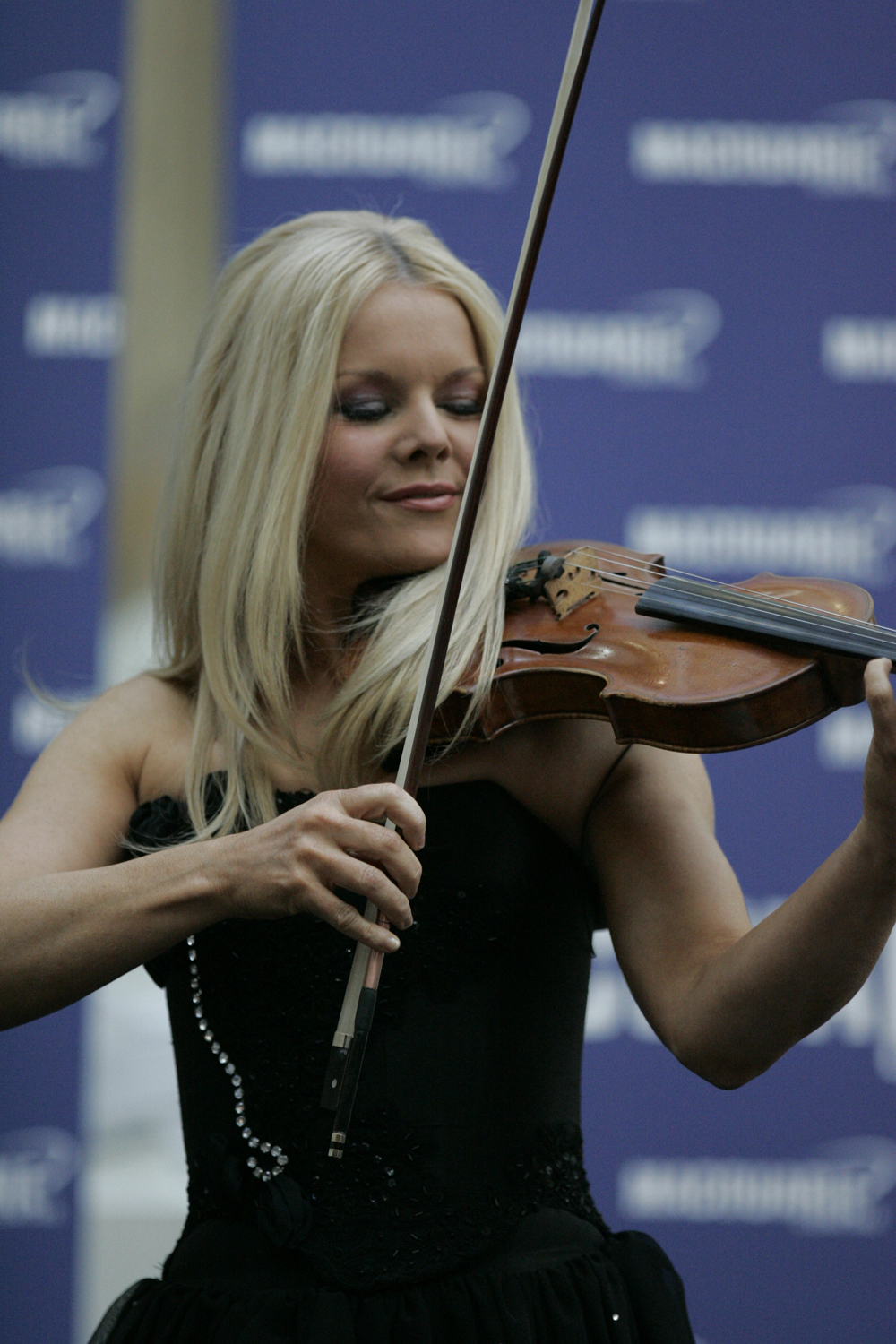
Máiréad Nesbitt.
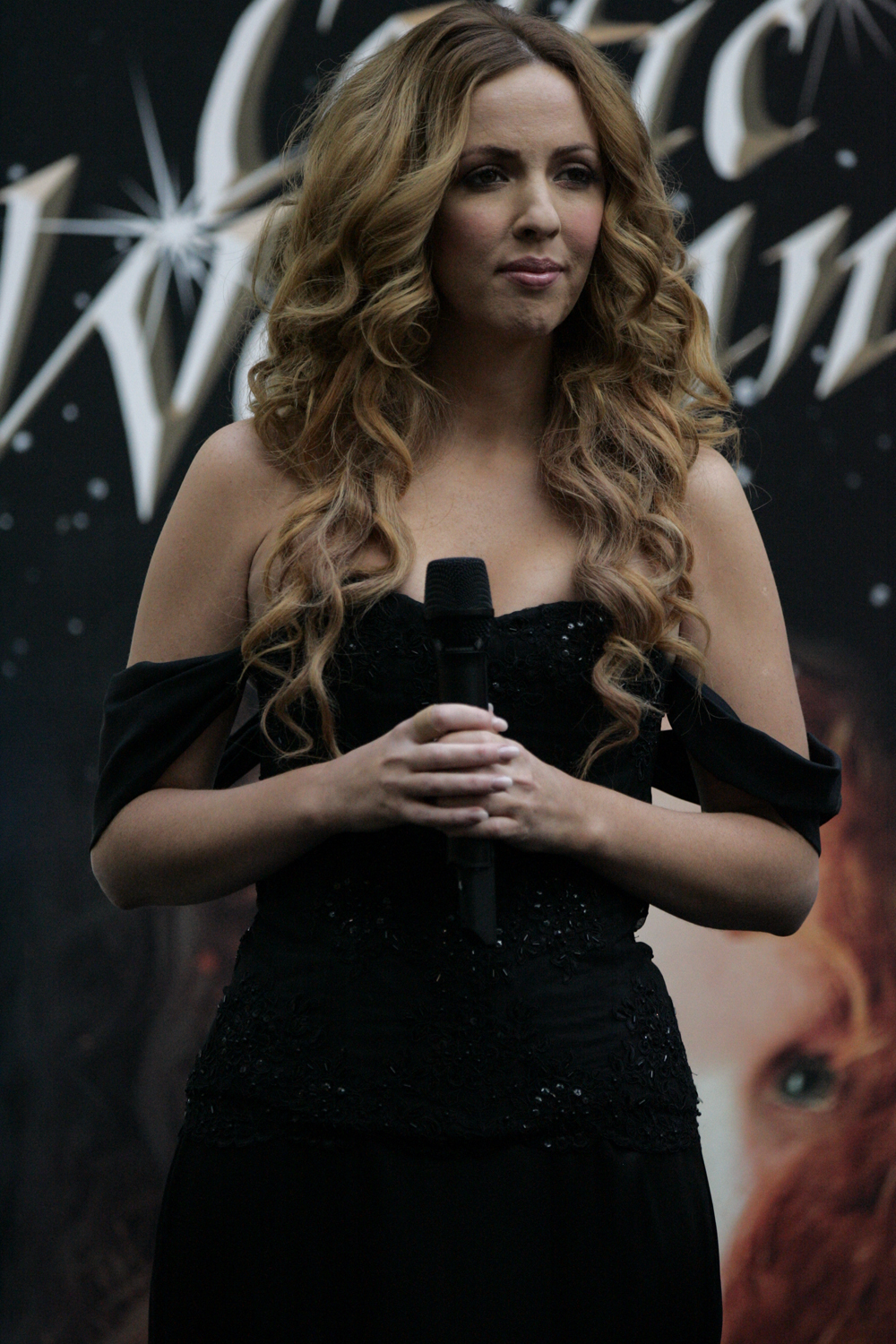
Lisa Lambe.
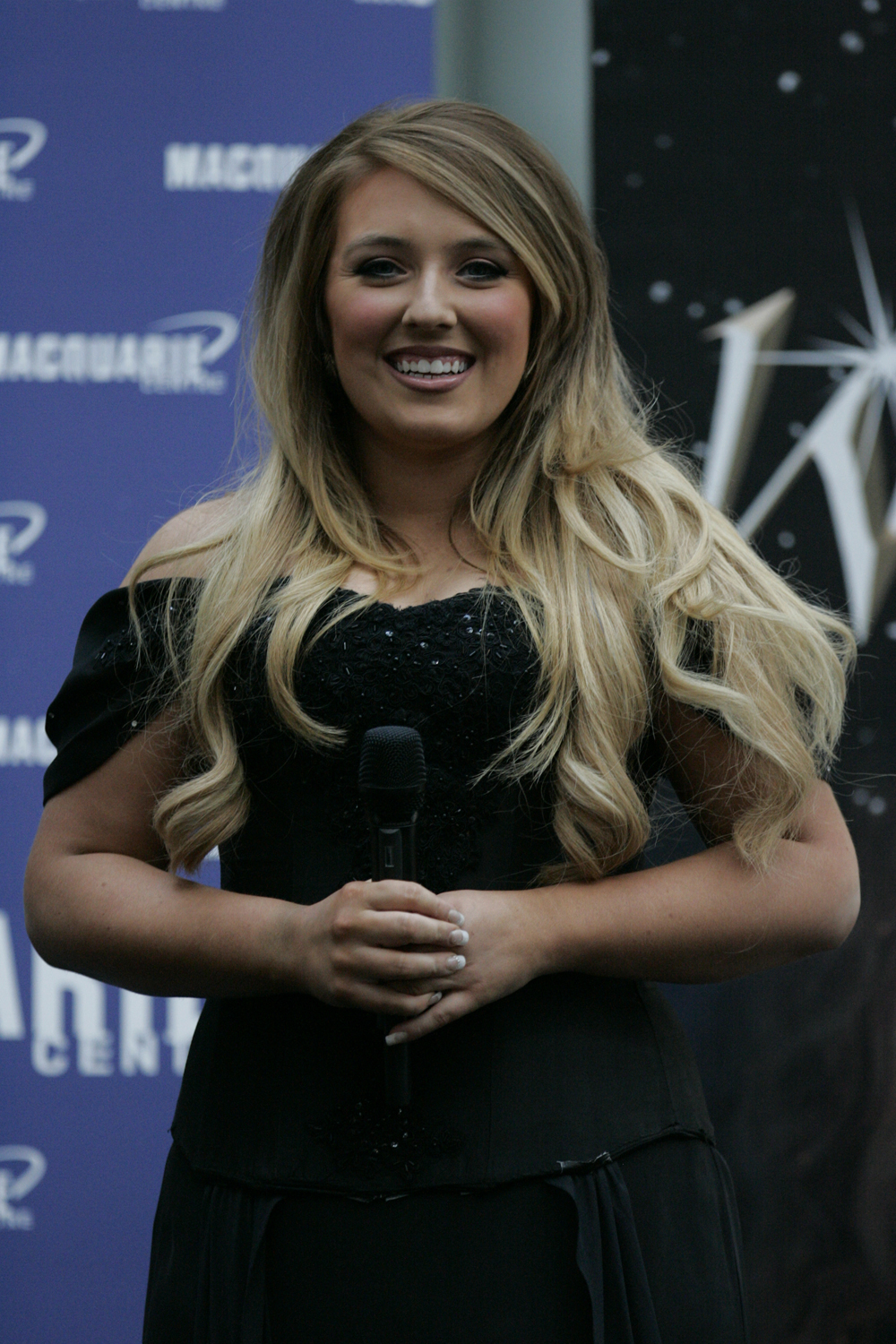
Chloë Agnew.
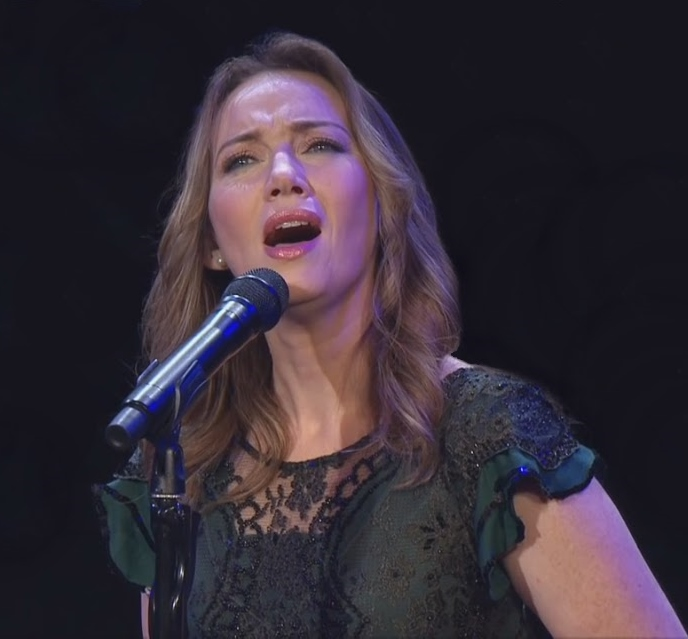
Alex Sharpe.
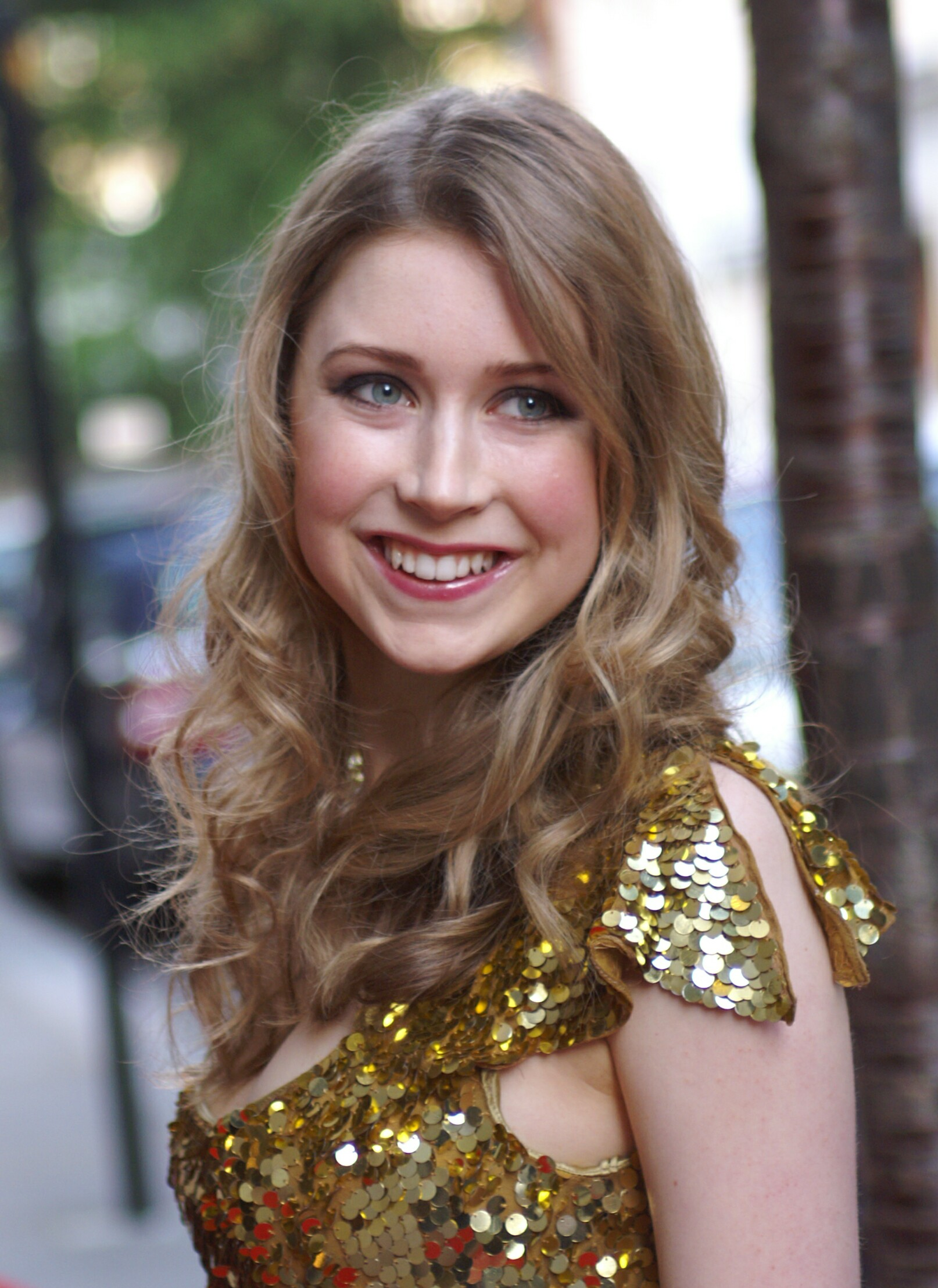
Hayley Westenra.
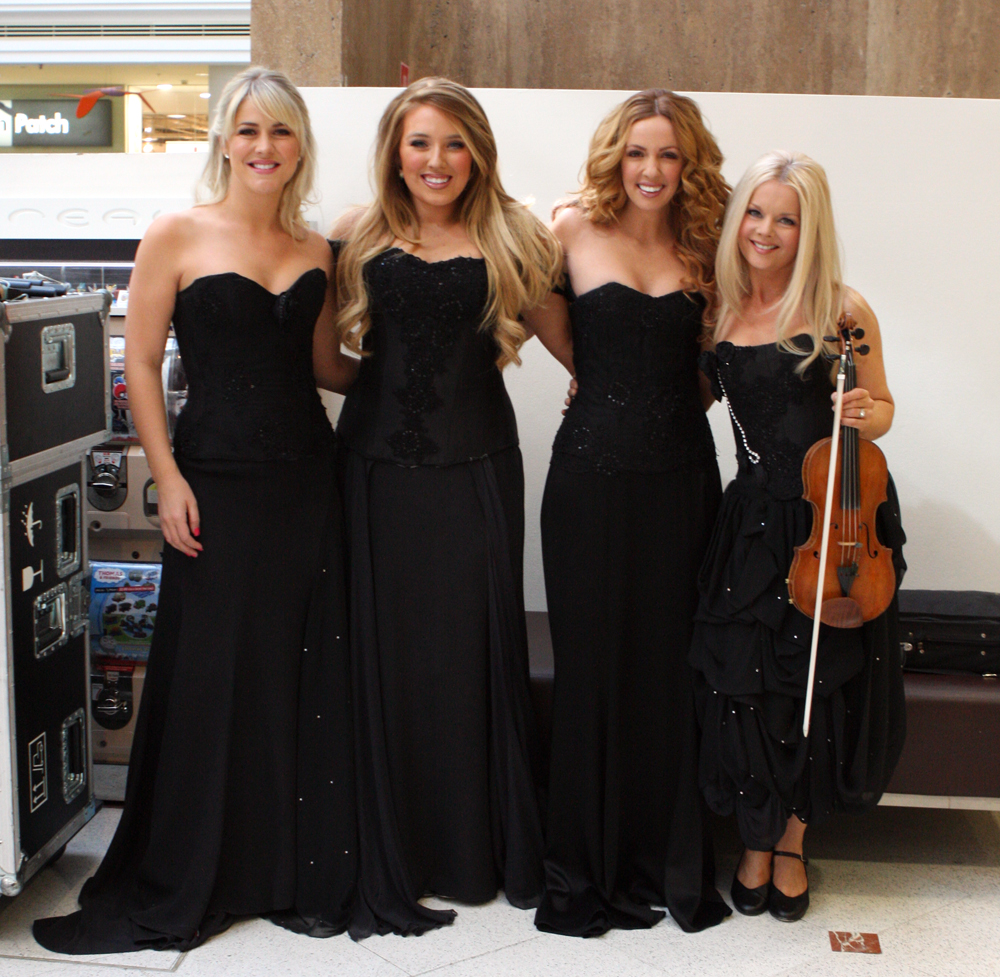
Susan McFadden, Chloë Agnew, Lisa Lambe och Mairead Nesbitt som ingick i gruppen 2012.